# Maconacon
Maconacon es un municipio filipino de tercera categoría perteneciente a la provincia de La Isabela en la Región Administrativa de Valle del Cagayán, también denominada Región II.

## Geografía
Tiene una extensión de 538,66 km² de superficie y según el censo del 2007, contaba con una población de 3.991 habitantes y 786 hogares; 3.615 habitantes el día primero de mayo de 2010.
Parte de su territorio lo ocupan las estribaciones de Sierra Madre que forman el Parque Nacional del Norte de Sierra Madre (Parque nacional Manantiales de Fuyot). 

### Barangayes
Maconacon se divide administrativamente en 10 barangayes o barrios, 9 de  carácter rural y solamente uno de carácter urbano. Se trata de  Fely.
- Diana
- Eleonor (Población)
- Fely (Población)
- Lita (Población)
- Reina Mercedes
- Minanga
- Malasin
- Canadam
- Aplaya
- Santa Marina (Dianggo)